# Yosef Hayim Yerushalmi
Yosef Hayim Yerushalmi (Nova York, 20 de maio de 1932 - 8 de dezembro de 2009) foi um professor da Universidade Columbia entre 1980 e 2008. 

## Infância e educação
Nasceu no Bronx, Nova York, em 20 de maio de 1932, filho pais russos de língua iídiche que imigraram para os Estados Unidos. Seu pai era professor de hebraico e seu nome era originalmente Joseph Hyman Erushalmy.
Em 1953, Yerushalmi recebeu seu diploma de bacharel da Universidade Yeshiva. De acordo com seu anuário de 1952, costumava afirmar para alguns alunos que tinha origens "exóticas", brincando que ele pode ter vindo da Turquia, Tajiquistão e Oxford. Mais tarde, em 1957, foi ordenado rabino no Seminário Teológico Judaico da América e depois serviu como rabino de uma sinagoga em Larchmnont, Nova York.
Tornou-se doutor pela Universidade de Columbia em 1966, onde foi orientado por Salo Baron. Depois de completar seus estudos de doutorado, dedicou sua vida à academia e ao estudo acadêmico da história e historiografia judaicas. Escreveu, posteriormente: "Vivo com a consciência irônica de que o próprio modo em que me aprofundo no passado judaico representa uma ruptura decisiva com esse passado".

## Carreira
Desde o momento de receber seu doutorado até sua nomeação em Columbia, Yerushalmi lecionou na Universidade de Harvard, onde foi professor de História Judaica e Civilização Sefardita e o presidente do Departamento de Línguas e Civilizações do Oriente Próximo.
Em 1980, uma série de quatro palestras ministradas na Universidade de Washington, em Seattle, tornou-se a base do reconhecido livro Zakhor: memória judaica e história judaica, publicado pela primeira vez em 1982. Em 1984, Leon Wieseltier escreveu que enquanto Yerushalmi já estava estabelecido como "um dos historiadores mais importantes da comunidade judaica", Zakhor iria "estabelecê-lo como um de seus críticos mais importantes". De 1980 a 2008, foi o Professor de História, Cultura e Sociedade Judaica na Universidade de Columbia.
Yerushalmi morreu de enfisema em 8 de dezembro de 2009. Foi sucedido na Universidade de Columbia por Elisheva Carlebach Yoffen.

## Honras e prêmios
- Prêmio Nacional do Livro Judaico na categoria História Judaica para Zakhor: História Judaica e Memória Judaica, 1983[6]
- Prêmio Nacional do Livro Judaico na categoria Pensamento Judaico para Moisés de Freud: Judaísmo terminável e interminável, 1992 [7]
- Membro da Academia Americana de Artes e Ciências
- Fundação Nacional para a Cultura Judaica: Prêmio de Realização Cultural Judaica, 1995
- Membro da Academia Americana de Pesquisa Judaica
- Membro Honorário da Academia Portuguesa de História em Lisboa
- Newman Medal for Distinguished Achievement pela Universidade da Cidade de Nova York, 1976
- Fellow do National Endowment for the Humanities, 1976-1977
- Rockefeller Fellow em Humanidades, 1983-1984
- Bolsista Guggenheim, 1989-1990
- O Prêmio Dr. Leopold Lucas pela Universidade de Tübingen, 2005[8]